# L'enigma di Finkler
L'enigma di Finkler (The Finkler Question) è un romanzo del 2010 scritto dallo scrittore britannico Howard Jacobson.
The Finkler Question ha vinto l'edizione 2010 del Man Booker Prize, il primo romanzo comico a vincere tale premio.

## Trama
Julian Treslove, un ex produttore radiofonico della BBC, non ha conosciuto grandi successi nella sua professione. Sam Finkler è un famoso filosofo ebreo, scrittore e personaggio televisivo. Treslove e Finkler sono amici sin dai tempi della scuola. La loro amicizia è tormentata e le loro vite sono molto diverse, ciononostante i due sono sempre rimasti in contatto. Treslove e Finkler sono ancora in contatto anche con il loro vecchio insegnante, Libor Sevcik, un ceco più attento alle vicende del mondo che ai risultati degli esami.
Libor e Finkler hanno perso da poco le rispettive mogli. Treslove, da sempre sfortunato in amore, in un certo senso è il terzo vedovo del gruppo. Una sera i tre amici si riuniscono a cena nel grande appartamento di Libor nel centro di Londra.
È una serata melanconica dedicata ai ricordi e i tre amici tornano con il pensiero al tempo in cui avevano amato, a quando erano diventati padri, prima dell'esperienza dolorosa della separazione, prima di aver dato a ogni cosa troppa importanza per paura di perdere quello che avevano. O forse hanno vissuto tutta la vita senza conoscere affatto la felicità, così da non soffrire per la perdita di qualcosa? Treslove prova una tristezza insopportabile per quanto hanno perso i suoi due amici.
Quella stessa sera, tornando a casa a piedi, Treslove si ferma un momento davanti alla finestra del più vecchio mercante di violini del Paese. Proprio in quel momento Treslove viene aggredito. In seguito a quell'aggressione la sua percezione di sé e la percezione di quello che lui è cambia per sempre.